# بلم

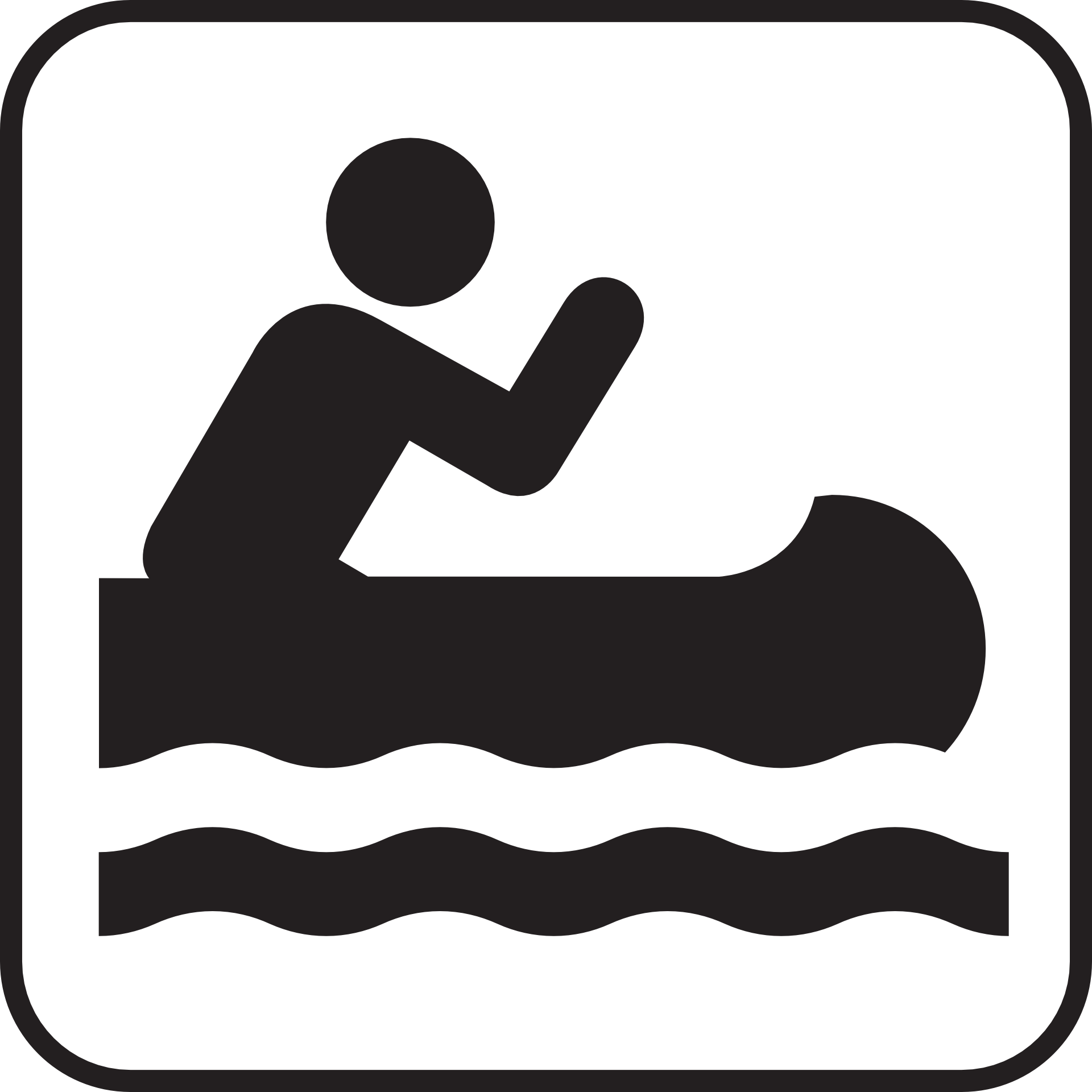
نماد کنو

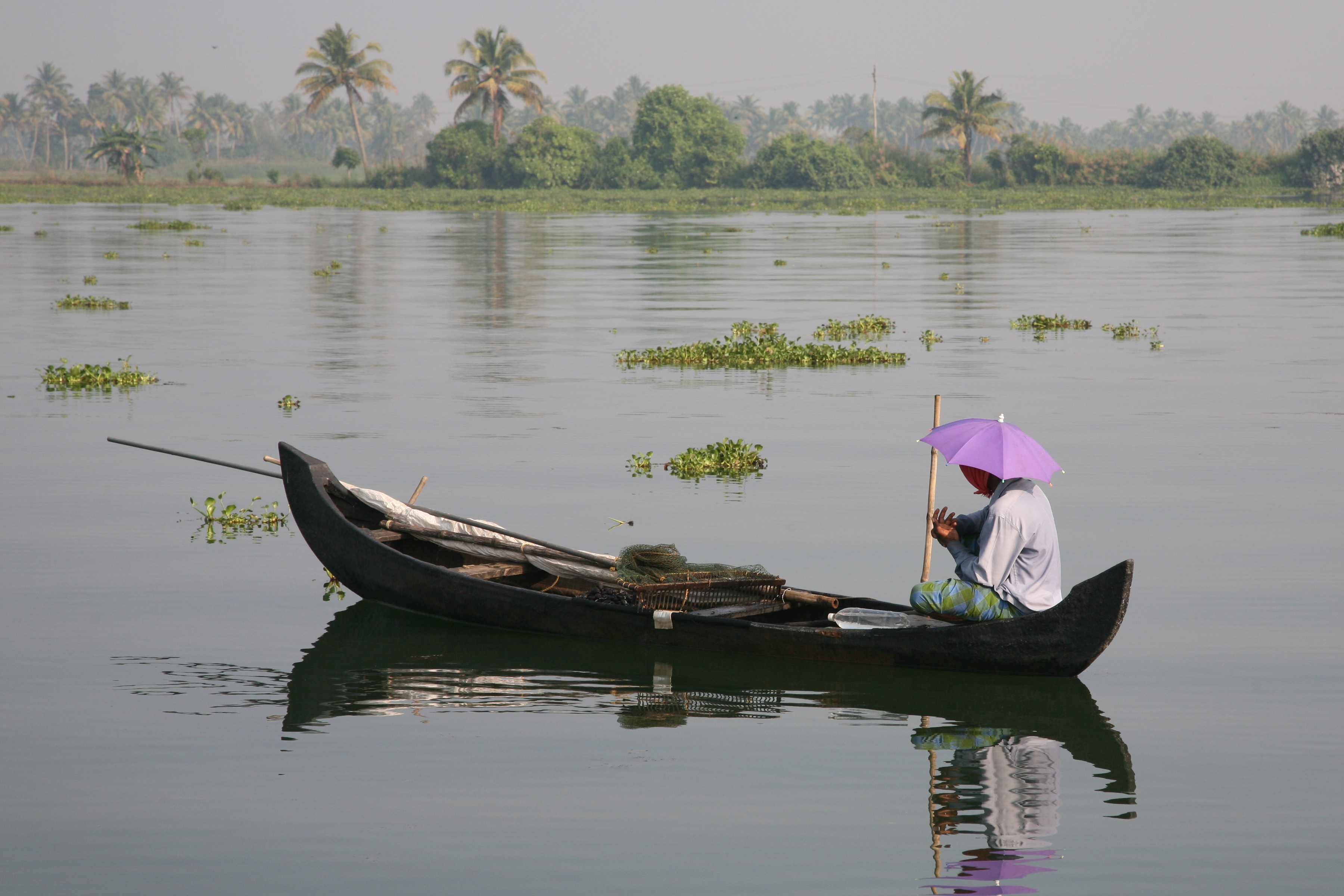
یک بلم در مرداب‌های ایالت کرالای هندوستان.

بَلَم گونه‌ای از قایق باریک و کوچک هستند که معمولاً با نیروی انسان پیش می‌روند ولی گاه موتور برقی یا بنزینی هم به آن‌ها وصل می‌شود. در زبان‌های غربی به بلم، کانو (به انگلیسی: Canoe) گفته می‌شود.
بلم می‌تواند به صورت یک‌نفره یا دونفره به وسیله پارو حرکت کند.
مسابقات بلم‌رانی آب‌های خروشان برای نخستین بار به‌طور رسمی در بازی‌های المپیک تابستانی ۱۹۷۲ مونیخ برگزار شد. این رشته در برنامه بازی‌های المپیک ۱۹۷۶ مونترال تا ۱۹۸۸ سئول قرار نگرفت اما در سال ۱۹۹۲ به برنامه المپیک بازگشت.

## نگارخانه

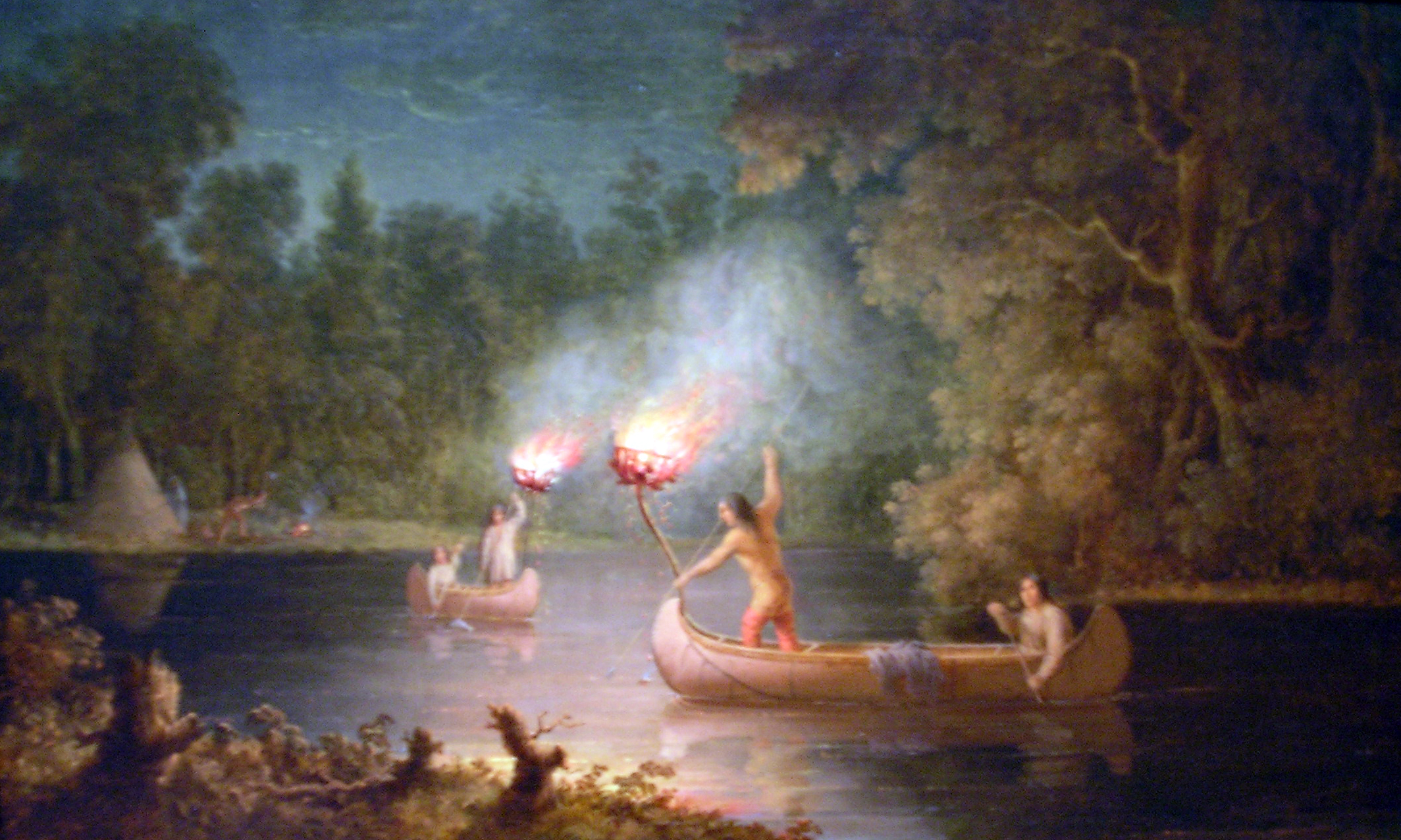
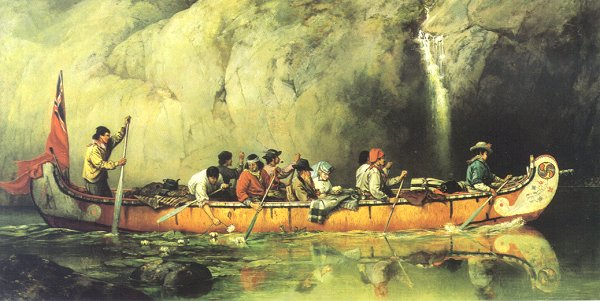
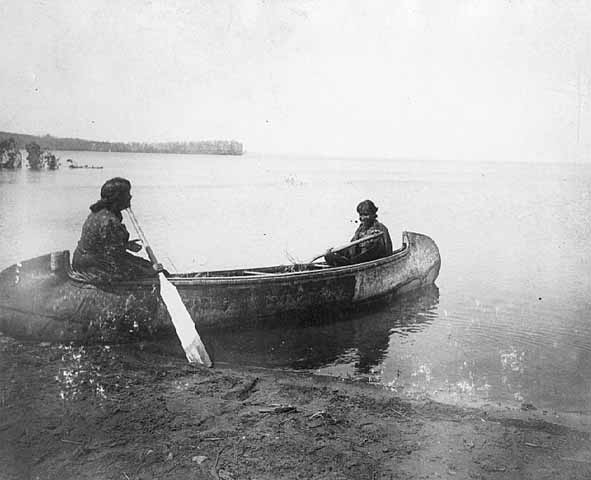
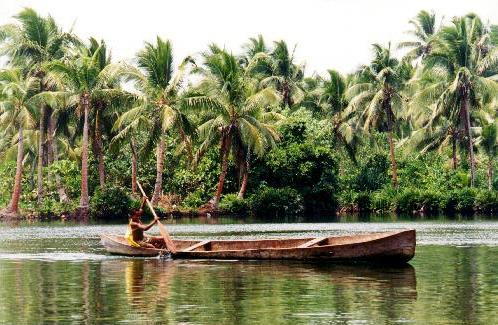
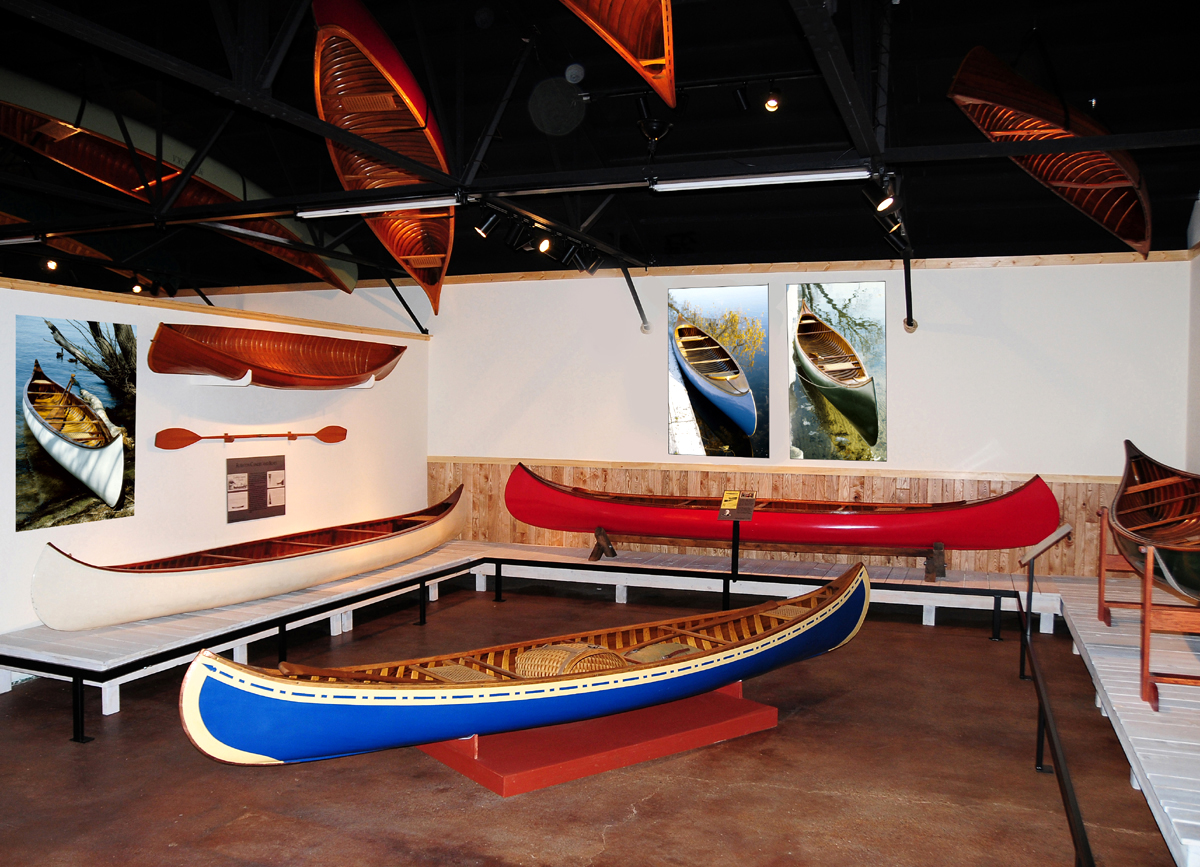
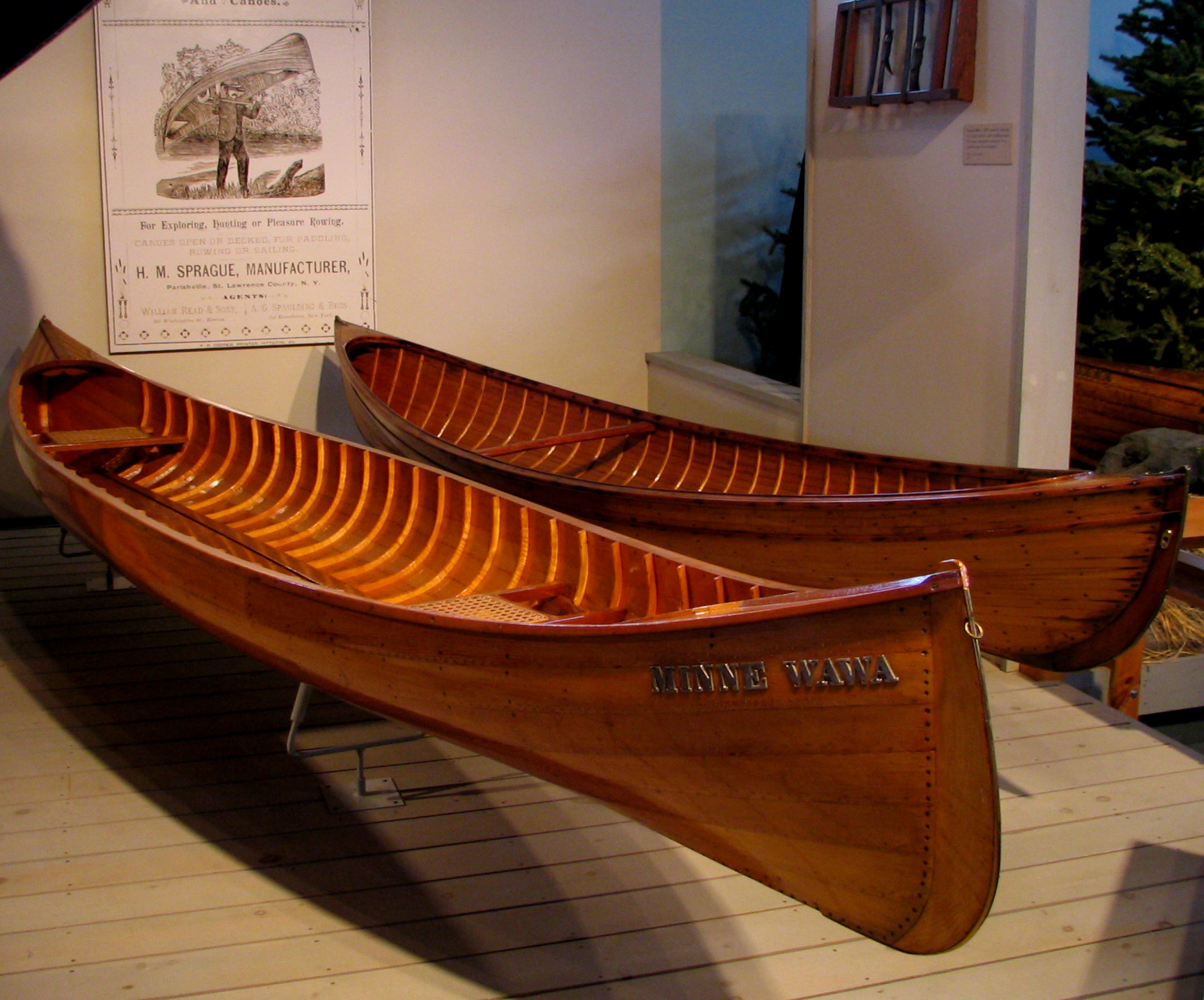
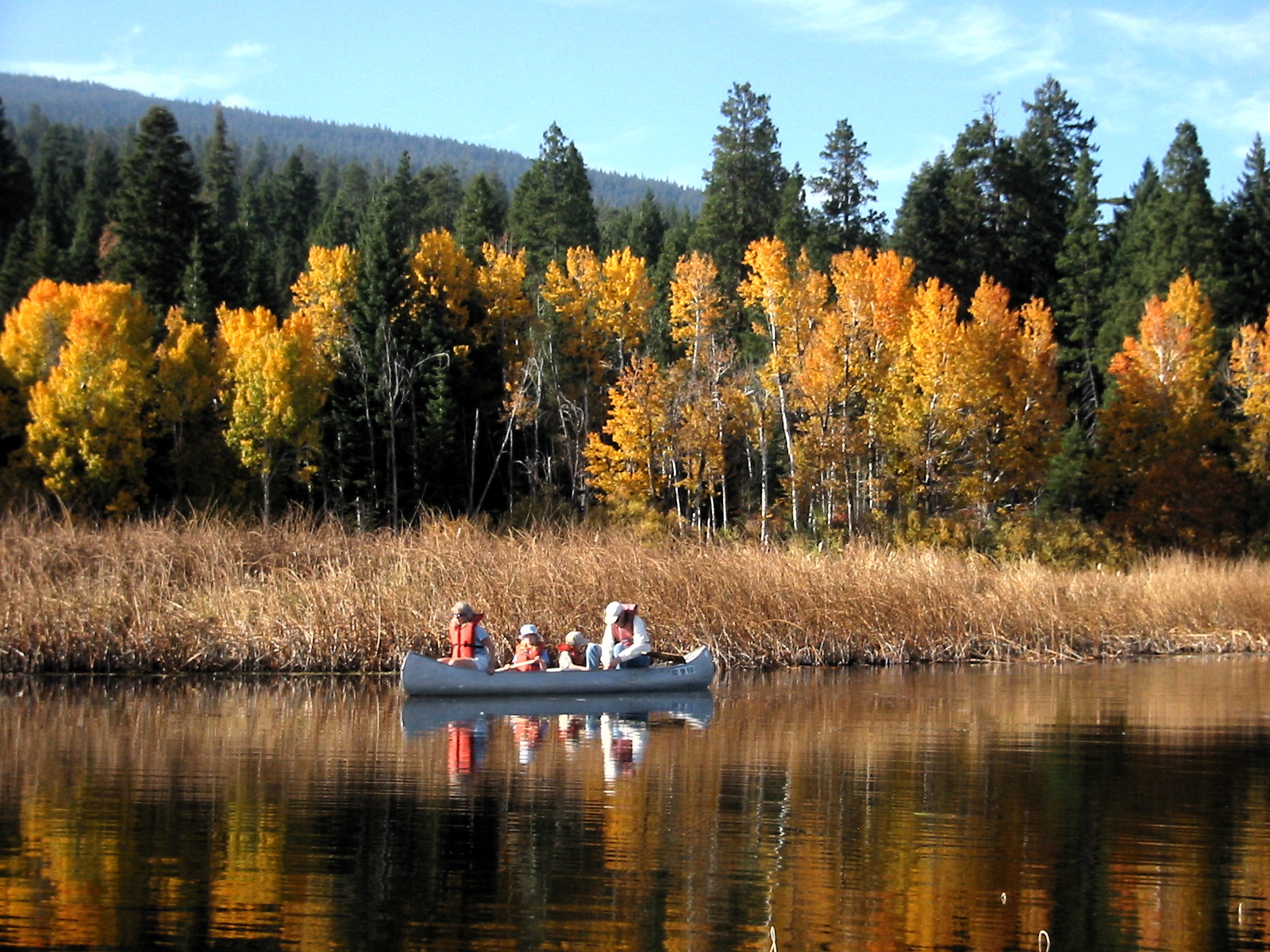
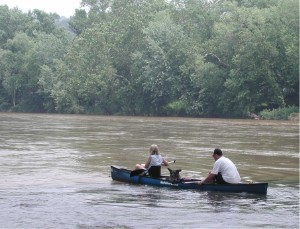
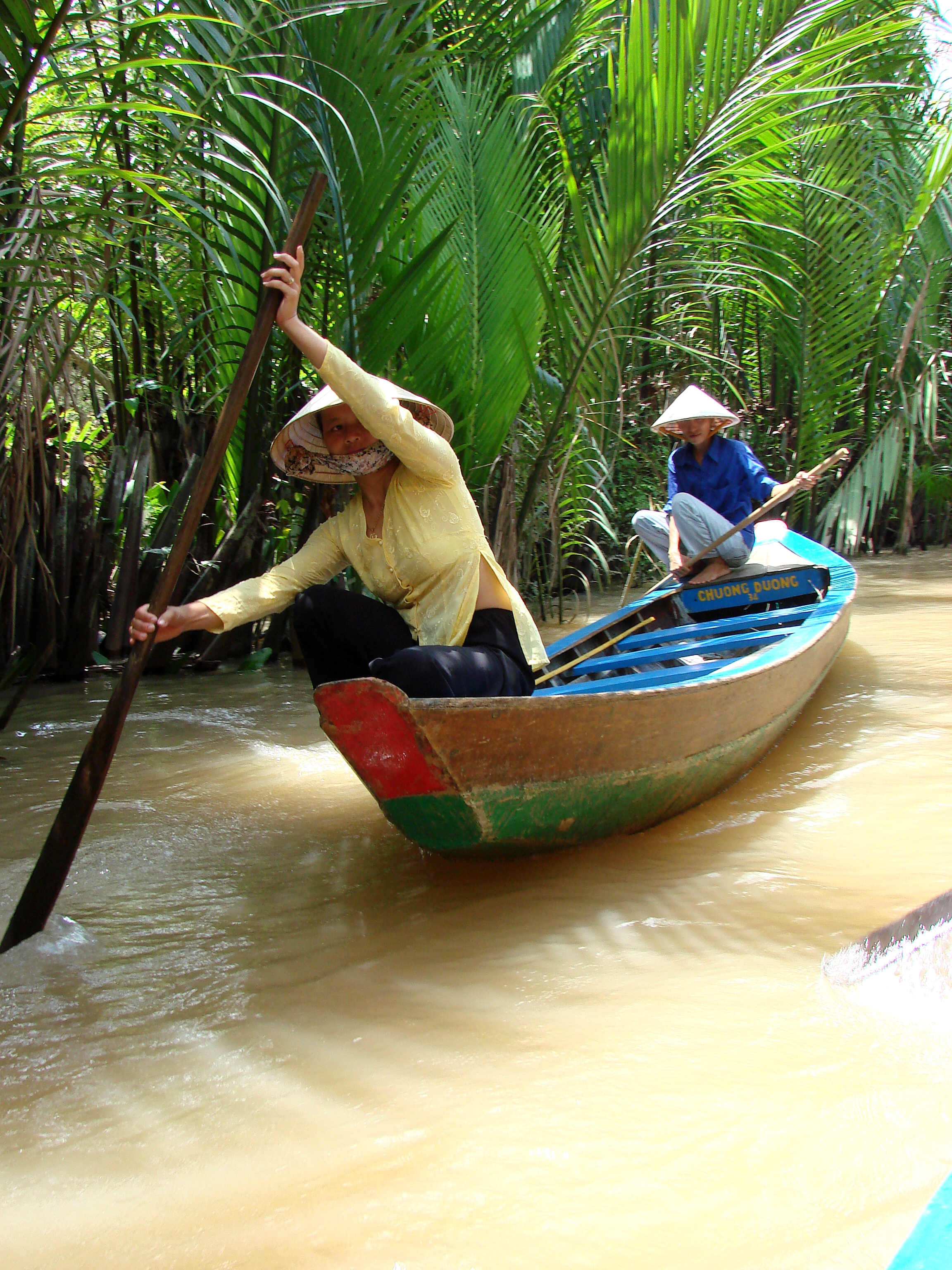
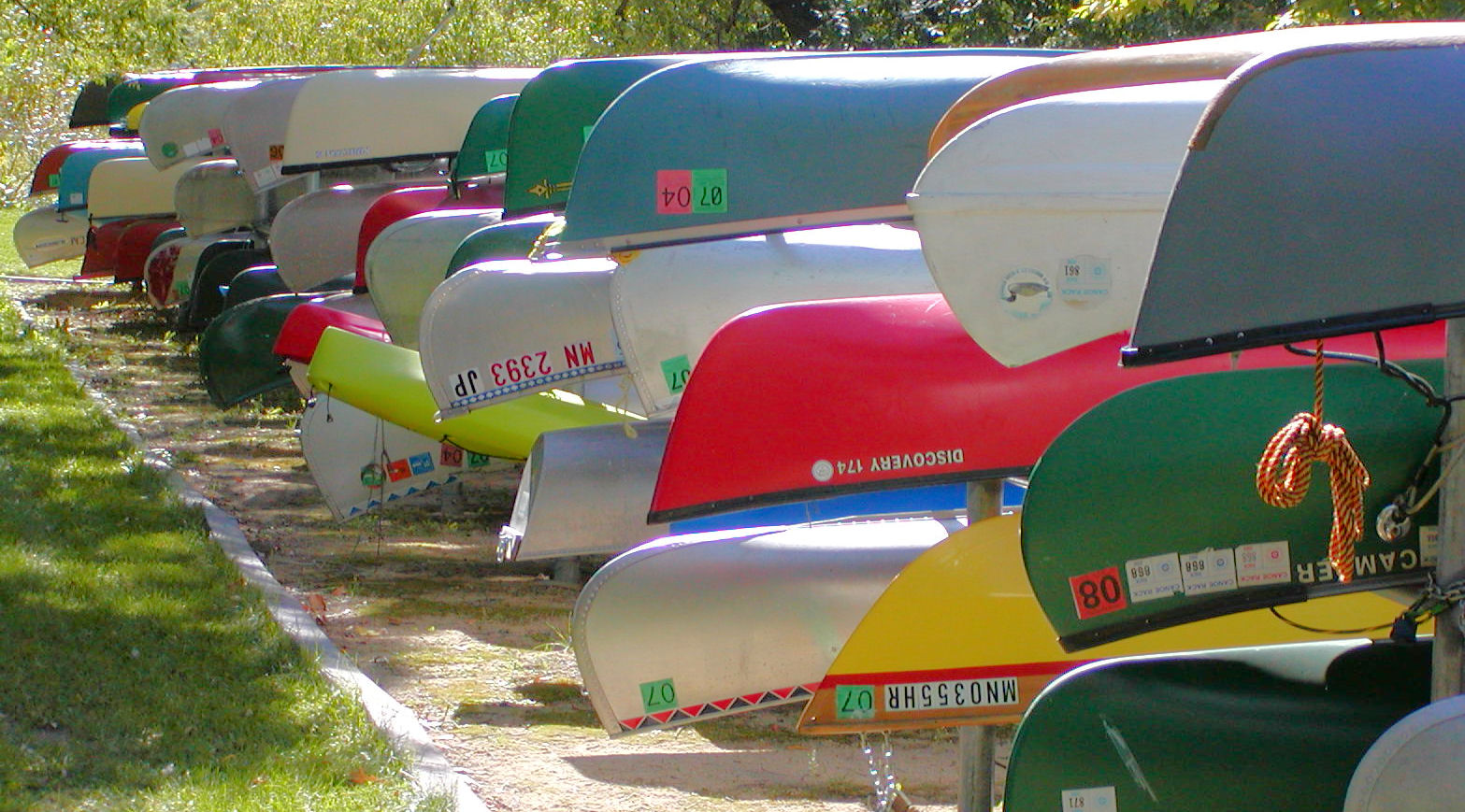